# En himla många program (musikalbum)
En himla många program är ett musikalbum från 1989 av Galenskaparna och After Shave. Albumet har givits ut på kassettband, LP- och CD-skiva. Musiken förekom i tv-serien med samma namn.

## Låtlista
| Nr  | Titel                                                                       | Text                               | Musik                                      | Sång                                                                                                  | Längd |
| --- | --------------------------------------------------------------------------- | ---------------------------------- | ------------------------------------------ | --- | ----- |
| 1.  | Inte tråkigt alls                                                           | Knut Agnred                        | Knut Agnred                                | After Shave                                                                                           | 2:34  |
| 2.  | Naturen har vaknat                                                          | Knut Agnred                        | Knut Agnred                                | After Shave, A.Eriksson, Granlund                                                                     | 2:42  |
| 3.  | St. Sigfridsplan (Elmer's Tune)                                             | Claes Eriksson (svensk text)       | Elmer Albrecht, Sammy Gallop, Dick Jurgens | After Shave                                                                                           | 1:59  |
| 4.  | Du é okey                                                                   | Per Fritzell                       | Charles Falk                               | Agnred (Kör: Rangmar, Rippe)                                                                          | 2:02  |
| 5.  | I morgon kommer säkert krisen (There Are Bad Times Just Around the Corner)  | Claes Eriksson (svensk text)       | Noël Coward                                | Agnred, Fritzell, Rangmar                                                                             | 2:37  |
| 6.  | Dangerous man                                                               | Knut Agnred                        | Knut Agnred                                | After Shave                                                                                           | 2:29  |
| 7.  | Jag hänger hennes foto upp och ner (I Keep Her Picture Hanging Upside Down) | Claes Eriksson (svensk text)       | Earl Hatch                                 | A.Eriksson                                                                                            | 3:03  |
| 8.  | Jag vill ha ett hurra                                                       | Knut Agnred                        | Knut Agnred                                | Fritzell                                                                                              | 3:37  |
| 9.  | Bengt Erik Grahn (YMCA)                                                     | Jan Rippe (svensk text)            | Henri Belolo, Jacques Morali               | After Shave, A.Eriksson (Kör: Cantorums manskör)                                                      | 2:48  |
| 10. | Mister Minit-valsen (Minutvalsen)                                           | Knut Agnred (svensk text)          | Frédéric Chopin                            | Agnred, Rangmar, Rippe                                                                                | 2:18  |
| 11. | Kortedala spårvagn (Chattanooga Choo Choo)                                  | Claes Eriksson (svensk text)       | Harry Warren                               | After Shave, Granlund                                                                                 | 1:59  |
| 12. | Adjö (Perfidia)                                                             | Claes Eriksson (svensk text)       | Alberto Domínguez                          | After Shave, Granlund                                                                                 | 1:52  |
| 13. | Turderlands hymn och nationalsång                                           | Claes Eriksson                     | Charles Falk                               | After Shave, Galenskaparna, Klass 4B; Musikklasserna Brunnsboskolan, Konserthuskörens Veteranförening | 3:02  |
| 14. | Det görs alldeles för mycket musik                                          | Claes Eriksson                     | Claes Eriksson                             | C.Eriksson                                                                                            | 2:24  |
| 15. | Jag faxar ett message                                                       | Knut Agnred                        | Knut Agnred                                | After Shave                                                                                           | 3:03  |
| 16. | Vi har lördan ledig                                                         | Per Fritzell                       | Charles Falk                               | After Shave, Granlund                                                                                 | 2:30  |
| 17. | En gammal jul (Puppy Love)                                                  | Claes Eriksson (svensk text)       | Paul Anka                                  | After Shave                                                                                           | 2:20  |
| 18. | Vi hissar mesanen                                                           | Knut Agnred                        | Knut Agnred                                | After Shave                                                                                           | 2:13  |
| 19. | De fyra klädesplaggen (Puttin' On the Ritz)                                 | Rolf Allan Håkansson (svensk text) | Irving Berlin                              | After Shave                                                                                           | 2:09  |
| 20. | Sill (Still)                                                                | Claes Eriksson (svensk text)       | Dorian Burton, Howard Plummer              | After Shave                                                                                           | 2:08  |
| 21. | Ajda (Aida)                                                                 | Knut Agnred                        | Knut Agnred                                | Galenskaparna och After Shave                                                                         | 5:08  |
| 22. | Samlande män                                                                | Knut Agnred                        | Knut Agnred                                | Granlund, After Shave                                                                                 | 3:04  |
| 23. | Piff, puff, paff (Bing Bang Bong)                                           | Claes Eriksson (svensk text)       | Jay Livingston, Ray Evans                  | C.Eriksson (Kör: After Shave)                                                                         | 1:56  |

## Medverkande musiker
- Knut Agnred - Sång
- Anders Eriksson - Sång
- Claes Eriksson - Sång
- Per Fritzell - Sång
- Kerstin Granlund - Sång
- Peter Rangmar - Sång
- Jan Rippe - Sång
- Charles Falk - Piano, keyboards, syntharrangemnag
- Måns Abrahamsson - Trummor
- Lars Moberg - Gitarr
- Janne Gunér - Bas

## Produktion
- Sångarrangemang: Knut Agnred
- Arrangemang och musikalisk ledning: Charles Falk
- Inspelningstekniker: Måns Abrahamsson

- Foto: PeO Olsson, Christer Ljungaeus, Peter Rangmar, Chatrine Sandgren
- Grafisk formgivning: Per Fritzell, Tomas Wahlgren